# Zaourami
Zaourami (auch: Gidan Zaourami, Guidan Zaourami) ist ein Dorf in der Landgemeinde Saé Saboua in Niger.

## Geographie
Das von einem traditionellen Ortsvorsteher (chef traditionnel) geleitete Dorf befindet sich rund 28 Kilometer nordwestlich des Hauptorts Saé Saboua der gleichnamigen Landgemeinde, die zum Departement Guidan Roumdji in der Region Maradi gehört. Zu den Siedlungen in der näheren Umgebung von Zaourami zählen Kouroungoussaou im Nordwesten, Yondoto Almou im Südosten, Kadata und Janjouna Dan Tani im Südwesten sowie Chadakori im Westen.
Zaourami ist Teil der Übergangszone zwischen Sahel und Sudan. Die durchschnittliche jährliche Niederschlagsmenge beträgt hier zwischen 400 und 500 mm.

## Geschichte
Die Hilfsorganisation World Vision Inc. errichtete in Zaourami ein Rohrleitungssystem zur Wasserversorgung, das im November 2024 fertiggestellt wurde und über das damals über 800 Personen aus der lokalen Bevölkerung Zugang zu Wasser erhielten.

## Bevölkerung
Bei der Volkszählung 2012 hatte Zaourami 279 Einwohner, die in 37 Haushalten lebten. Bei der Volkszählung 2001 betrug die Einwohnerzahl 205 in 23 Haushalten und bei der Volkszählung 1988 belief sich die Einwohnerzahl auf 159 in 22 Haushalten.
Die Bevölkerungsdichte in diesem Gebiet ist für nigrische Verhältnisse hoch.

## Wirtschaft und Infrastruktur
Das Gebiet der Ebenen im südlichen Teil der Region Maradi, in dem Zaourami liegt, ist von einer anhaltenden Degradation der ackerbaulichen Flächen gekennzeichnet, die mit der hohen Bevölkerungsdichte in Zusammenhang steht. Es gibt eine Schule im Dorf. Durch Zaourami führt die 40,6 Kilometer lange Landstraße RR4-007 zwischen dem Gemeindehauptort Saé Saboua und der Nationalstraße 1. Der Abschnitt zum Gemeindehauptort ist eine einfache Piste und der Abschnitt zur Nationalstraße 1 eine einfache Erdstraße.